# Lalla Hasna

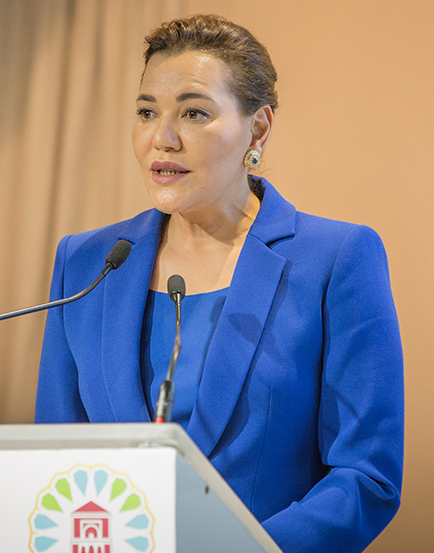
Prinses Lalla Hasna in 2016

Prinses Lalla Hasna van Marokko (Arabisch: الأميرة لالة حسناء) (Rabat, 19 november 1967) is de jongste dochter van de Marokkaanse koning Hassan II en zijn vrouw Lalla Latifa Hammou.
Prinses Lalla Hasna is in 1994 getrouwd met Khalid Benharbit, een cardioloog, en ze hebben twee dochters, Lalla Oumaïma Benharbit (22 december 1995) en Lalla Oulaya Benharbit (20 oktober 1997)
Prinses Lalla Hasna heeft twee broers koning Mohammed VI en Moulay Rachid, en twee zussen Lalla Meryem en Lalla Asma.